# Sieverstedt
Sieverstedt  (en danois : Siversted) est une municipalité allemande située dans le land du Schleswig-Holstein et dans l'arrondissement de Schleswig-Flensbourg. En 2015, sa population est de 1 624 habitants.